# Luis Díaz (piloto)
Luis Miguel Díaz Castell (Cidade do México, 1 de dezembro de 1977) é um automobilista mexicano.
Paricipou de apenas duas provas da extinta Champ Car (na época, CART) em 2002 e 2003, e ambas em seu país. ambém disputou provas da Fórmula Atlantic, da Indy Lights e da A1 Grand Prix.
Desde 2007, ele, conhecido pelos mexicanos como "Chapulín" (Gafanhoto, em inglês), participa da American Le Mans Series, com um LMP2 Lola B06/42-Acura da Fernández Racing, equipe do ex-piloto Adrián Fernández.